# Lenguas lega-binja
Las lenguas lega-binja son una división de las lenguas bantúes, codificada dentro del grupo D.20 en la clasificación de Guthrie, más específicamente, D.24-26, que de acuerdo con Nurse & Philippson (2003) formarían un grupo filogenético válido. De acuerdo con Ethnologue, el bembe del que Nurse y Phillippson no están seguros de si pertenece a al grupo D.50, es la lengua más cercana al lega-mwenga. Glottolog lo considera como el más cercano al songoora. Las lenguas adscribibles con seguridad aal grupo lega-binja serían:
Shabunda-Lega (incl. Kanu, Kwami), Mwenga-Lega, Bembe, Songoora (North Binja), Zimba (South Binja)